# Tomaso Vasalli

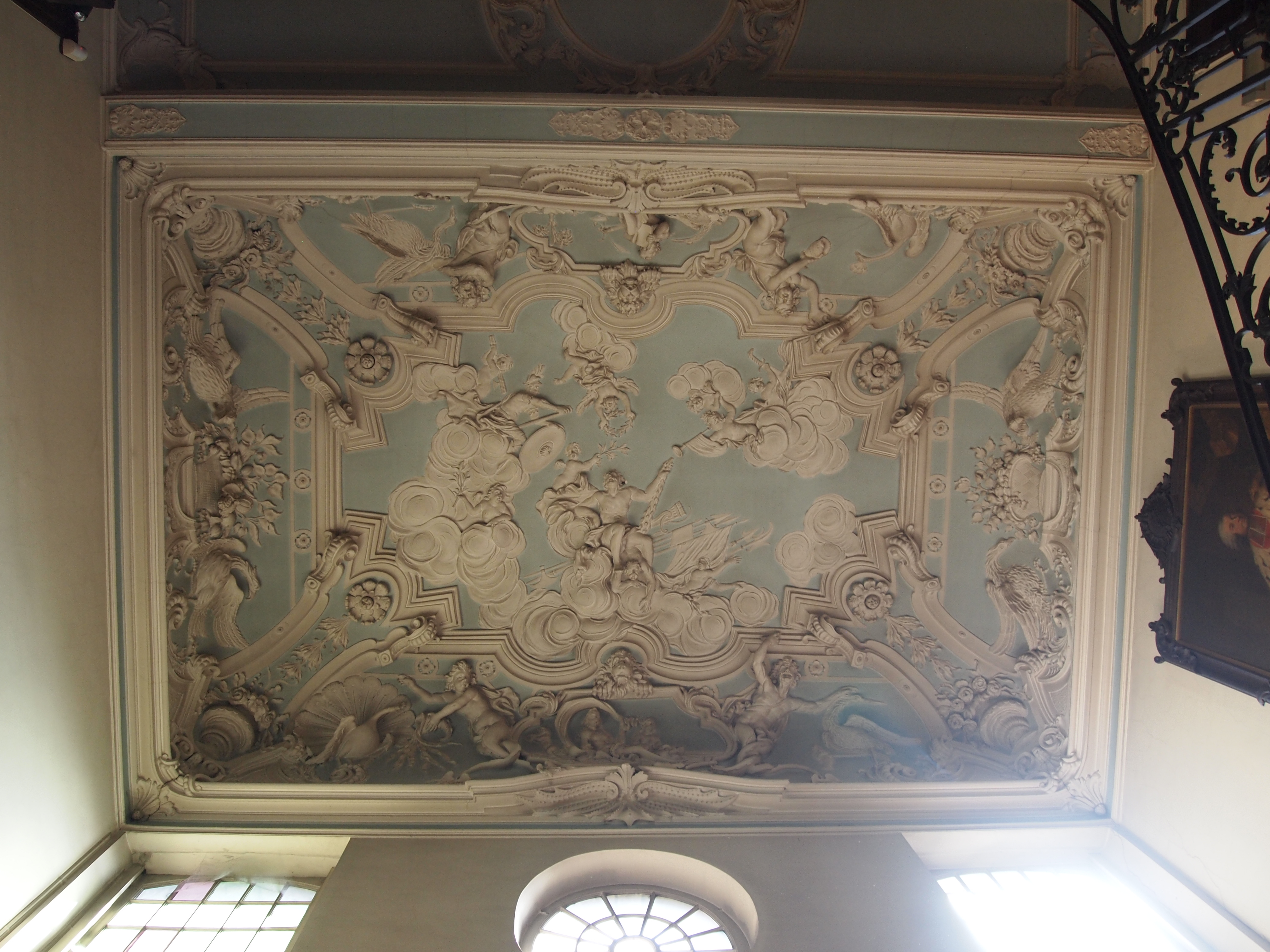
Stucs de la cage d'escalier de l'hôtel d'Ansembourg, à Liège, attribués à Vasalli, ca. 1730-40

Tomaso Vasalli, né probablement à Riva San Vitale vers 1700, est un stucateur décoratif originaire du Tessin et actif dans la Principauté de Liège entre 1719 et 1740 environ.

## Biographie
On ne sait rien de l'enfance et de l'éducation de Vasalli. On peut supposer qu'il est issu d'une famille de plâtriers, car le nom de Vasalli est régulièrement mentionné dans ce contexte. La famille Vasalli est originaire de Riva San Vitale, dans le Tessin. Au xviiie siècle, de nombreux stucateurs (également appelés « plafonneurs » ou « maîtres plâtriers ») se sont déplacés du Tessin et du nord de l'Italie vers les pays du nord de l'Europe pour répondre à la demande croissante en plâtriers décoratifs. On peut citer, par exemple, la famille d'artistes Carlone, très étendue, également originaire des environs du lac de Lugano. Des membres de la famille Vasalli ont été retrouvés en Bavière dès la fin du xviie siècle ; en 1720, un certain Francesco Vasalli est mentionné comme décorateur de l'hôtel de ville de Mannheim. Quelques années plus tard, ce Francesco (ou un autre Vasalli) travaille comme plâtrier à l'hôtel de ville de Liège. Un spécialiste du gypse, aussi dénommé Vasalli, travaille à Aix-la-Chapelle de 1728 à 1738, mais son prénom est inconnu. Un stucateur Giuseppe Vasalli apparaît également à la même période.
On ne sait pas quand Tomaso Vasalli s'est installé dans la région Liège-Aix-la-Chapelle-Maastricht. On ne sait pas non plus s'il s'y est installé définitivement, comme le ferait un demi-siècle plus tard son compatriote Petrus Nicolaas Gagini (nl) à Maastricht. De 1726 à 1734, Tomaso Vasalli, en collaboration avec Antoine Moretti (peut-être le père ou l'oncle de Joseph Moretti) travaille à la décoration du château de Belle-Maison à Marchin. De septembre 1735 à juillet 1737, Vasalli et ses associés travaillent dans diverses salles de l'hôtel de ville de Maastricht.

## Œuvre
Les œuvres suivantes, bien que non signées, sont certainement de Vasalli :
- Cage d'escalier et chapelle du château de Belle-Maison, Marchin (vers 1734) ;
- Diverses salles de l'hôtel de ville de Maastricht, dont les plafonds en stuc et les cheminées de la salle du maire, de la salle du prince, de la salle du secrétaire et de la salle de commission, et des chambres des échevins liégeois et brabançons (1735-37)[2].

Les œuvres suivantes sont attribuées à Tomaso Vasalli (ou à un parent du même nom de famille) :
- Casa Molteni, Riva San Vitale[3] ;
- Diverses salles de l'hôtel de ville de Liège, dont cheminée avec personnification La Paix et la Justice (1718-20)[4] ;
- Réfectoire du Collège des Jésuites Liège (vers 1721)[3] ;
- Maison Rehrmann-Fey (de), anciennement Collège d'Eupen, aujourd'hui Archives de l'État à Eupen (1723-26)[5] ;
- Salle blanche de l'hôtel de ville d'Aix-la-Chapelle (1728-1731)[3] ;
- Hôtel d'Ansembourg (aujourd'hui Musée d'Ansembourg), Liège (vers 1730-1740)[6] ;
- Cage d'escalier de l'hôtel de Sélys-Longchamps, Liège (vers 1736)[3].

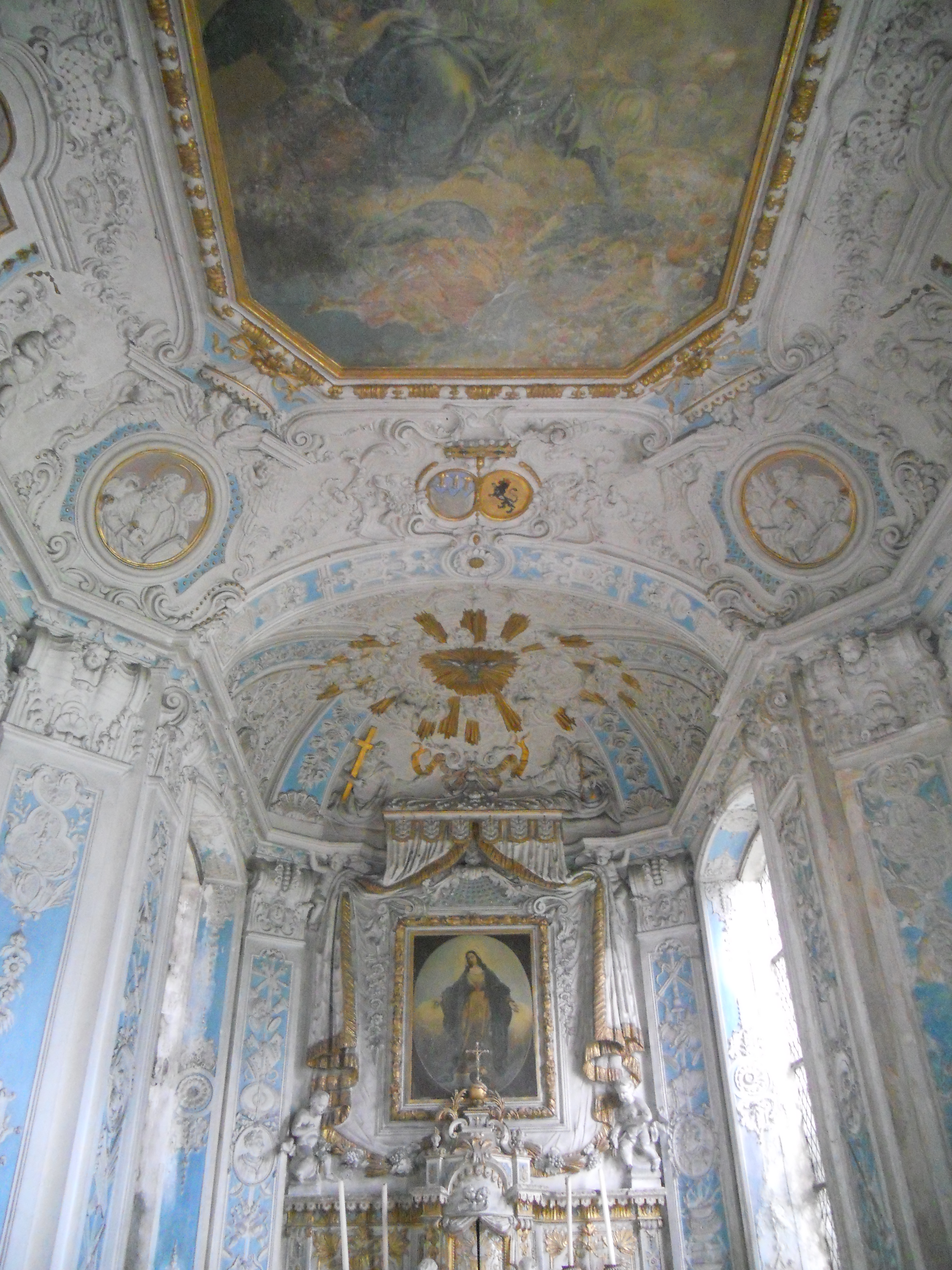
Chapelle du château Belle-Maison, Marchin
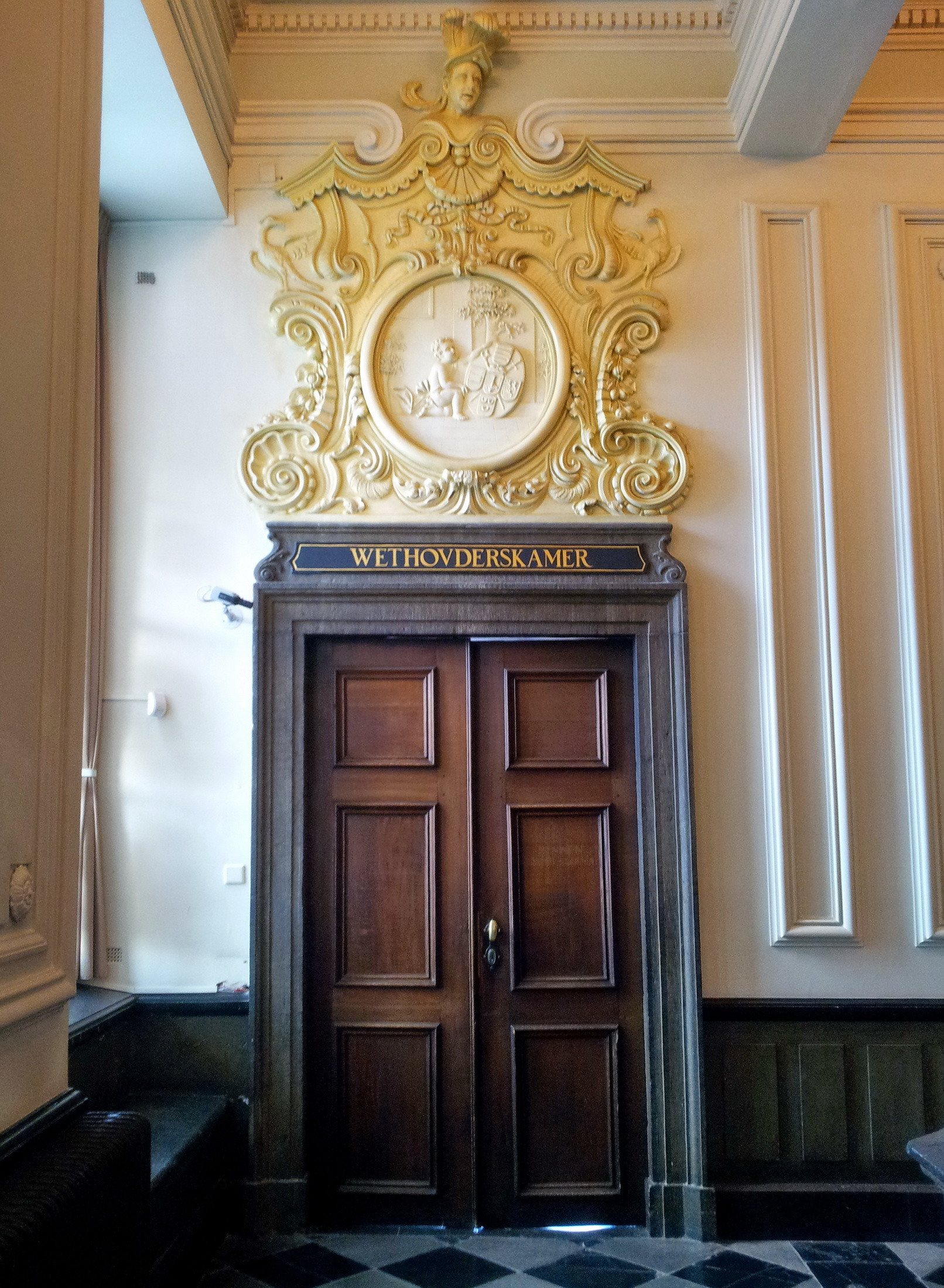
Dessus-de-porte, hôtel de ville de Maastricht
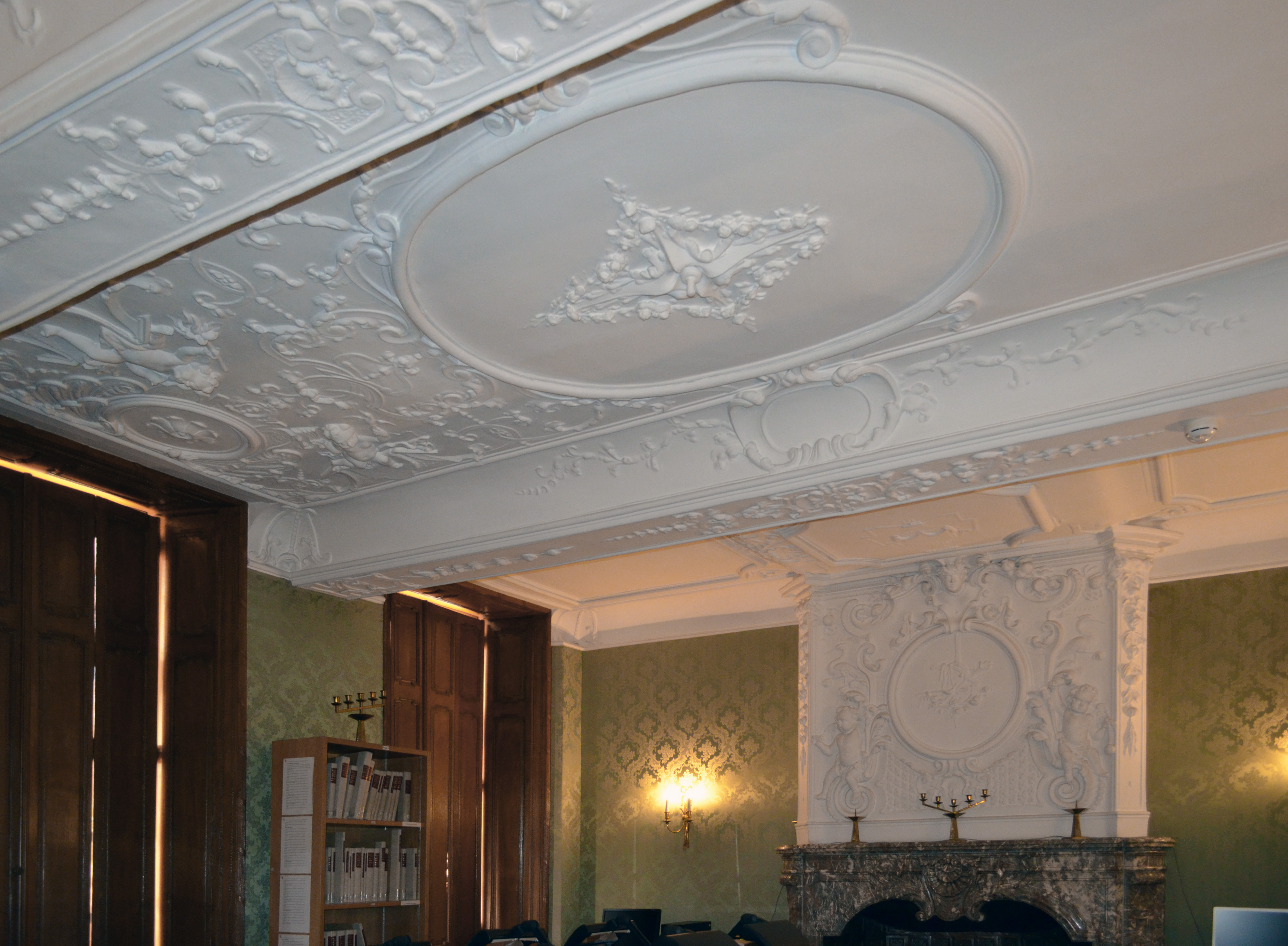
Salle d'étude, Archives d'État d'Eupen
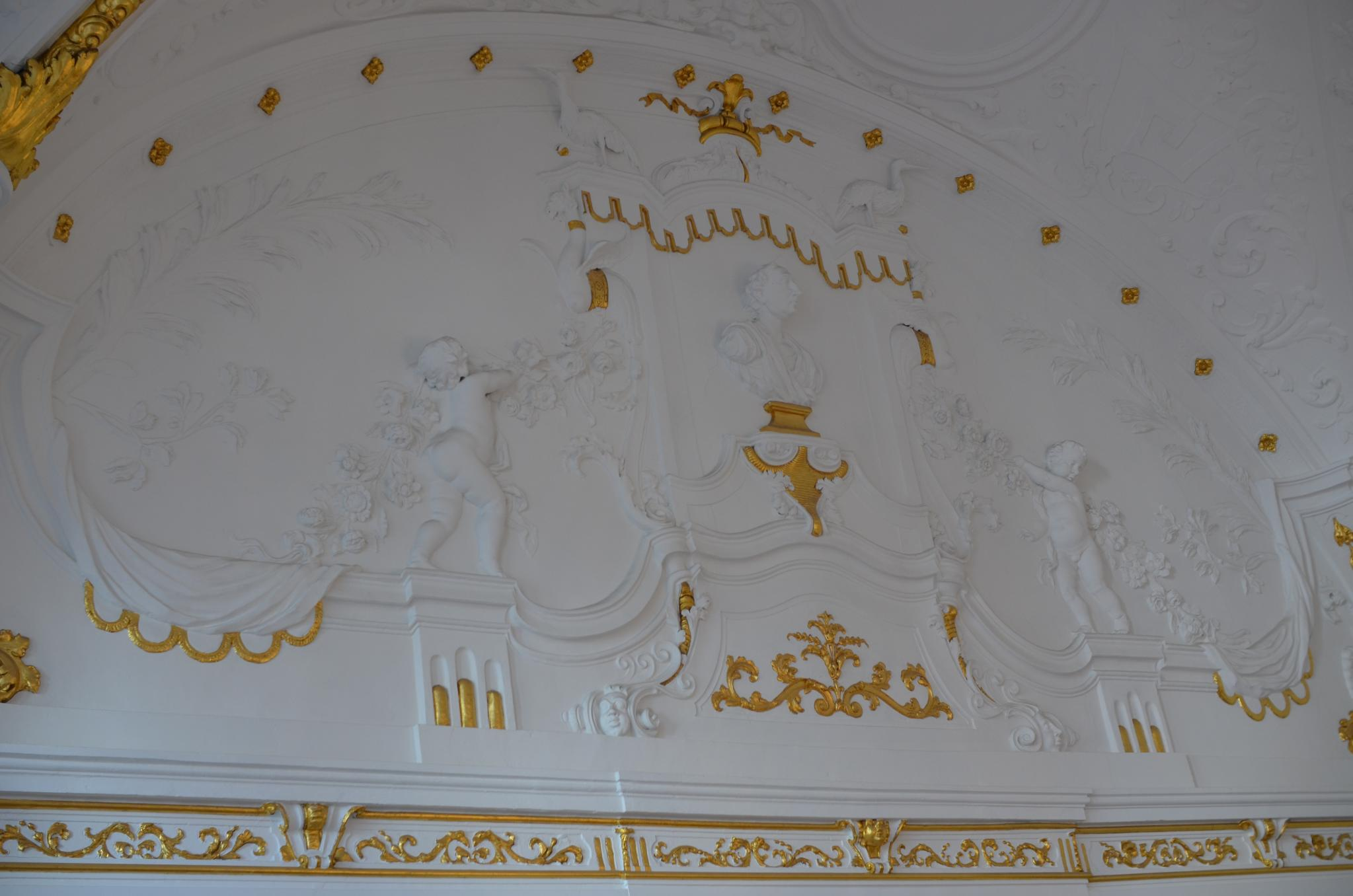
Salle blanche, hôtel de ville d'Aix-la-Chapelle

## Sources
- Harlez de Deulin, N.: Décors intérieurs en Wallonie: Liège (online tekst)
- (de) Ramjoie, P., en C. Charlier (1995): Schätze im Verborgenen. Stukkaturen und Ambiente in Häusern des Eupener Landes. Eupen
- (nl) Schulte-van Wersch, C., en A. Schulte (1985): 'Stucdecoraties in het stadhuis van Maastricht', in: S. Minis, A. de Heer, Een seer magnifick Stadthuys. Tien studies over de bouw en de inrichting van het stadhuis te Maastricht, pp. 161-183. Delft
- Fabrice Giot, « Des vallées alpines aux vallons belges. Les artistes des Lacs au Royaume de Belgique du XVIII e au début du XIX e siècle », Arte Lombarda, no 123 (2),‎ 1998, p. 34–40 (ISSN 0004-3443, lire en ligne, consulté le 7 octobre 2022)